# Liste von Persönlichkeiten der Stadt Mülheim an der Ruhr
Diese Liste von Persönlichkeiten führt Personen auf, die in einem besonderen Verhältnis zur Stadt Mülheim an der Ruhr stehen. Dazu zählen die Bürgermeister und Oberbürgermeister, die Ehrenbürger und andere Persönlichkeiten, die entweder in Mülheim an der Ruhr geboren wurden oder auf andere Weise in Verbindung zur Stadt stehen oder standen.

## Bürgermeister und Oberbürgermeister seit 1808

Christian Weuste; Bürgermeister von 1822 bis 1847

Karl Obertüschen; Bürgermeister von 1857 bis 1873

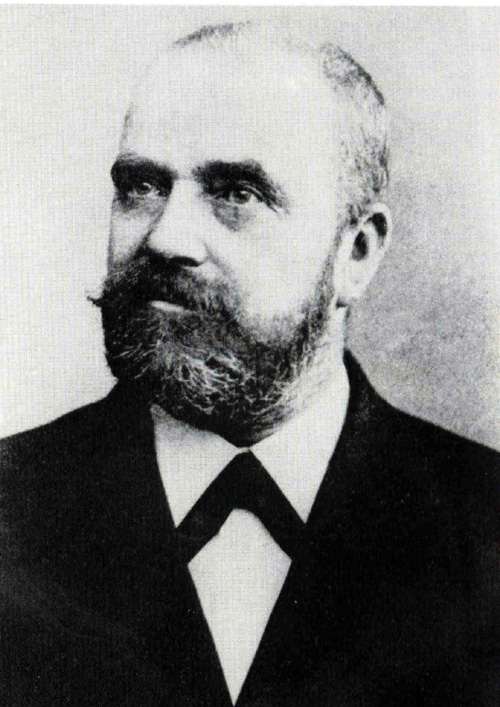
Karl von Bock und Polach; Bürgermeister von 1879 bis 1895; bis 1902 dann Oberbürgermeister

| Von | Bis    | Name                     | Partei                                          | Amtsbezeichnung                               |
| --- | ------ | ------------------------ | ----------------------------------------------- | --------------------------------------------- |
| 1808 | 1813   | Johann Hermann Voerster  | parteilos                                       | Munizipaldirektor                             |
| 1813 | 1816   | Johann Heinrich Michels  | parteilos                                       | Bürgermeister                                 |
| 1816 | 1821   | Lambert Maubach          | parteilos                                       | Bürgermeister                                 |
| 1822 | 1822   | Franz Kniffler           | parteilos                                       | Bürgermeister                                 |
| 1822 | 1847   | Christian Weuste         | parteilos                                       | Bürgermeister                                 |
| 1847 | 1851   | Georg Friedrich Fritsch  | parteilos                                       | Bürgermeister                                 |
| 1852 | 1856   | Wilhelm Oechelhäuser     | parteilos                                       | Bürgermeister                                 |
| 1857 | 1873   | Karl Obertüschen         | parteilos                                       | Bürgermeister                                 |
| 1873 | 1878   | Heinrich Bang            | parteilos                                       | Bürgermeister                                 |
| 1879 | 1902   | Karl von Bock und Polach | parteilos                                       | Oberbürgermeister, bis 1895 als Bürgermeister |
| 1903 | 1928   | Paul Lembke              | parteilos                                       | Oberbürgermeister, bis 1904 kommissarisch     |
| 1928 | 1933   | Alfred Schmidt           | parteilos                                       | Oberbürgermeister, bis 1930 kommissarisch     |
| 1933 | 1936   | Wilhelm Maerz            | NSDAP                                           | Oberbürgermeister                             |
| 1936 | 1945   | Edwin Hasenjaeger        | zunächst DNVP, dann parteilos und ab 1937 NSDAP | Oberbürgermeister                             |
| In den Jahren 1945 und 1946 wechselten die Bürgermeister an der Stadtspitze häufig. Die Oberbürgermeister wurden in diesen Nachkriegsjahren durch die Alliierten kommissarisch in das Amt eingesetzt. Neben dem früheren Bürgermeister Edwin Hasenjaeger, der noch einmal von Oktober 1945 bis April 1946 amtierte, standen die bisherigen Beigeordneten Gustav Langweg und Werner Hoosmann sowie der spätere Stadtdirektor Josef Poell – teilweise nur für wenige Tage – an der Spitze der Stadt. Mit den ersten freien Kommunalwahlen im Herbst 1946 kam wieder eine gewisse Kontinuität in die Besetzung des Amtes: |        |                          |                                                 |                                               |
| 1946 | 1948   | Wilhelm Diederichs       | CDU                                             | Oberbürgermeister                             |
| 1948 | 1969   | Heinrich Thöne           | SPD                                             | Oberbürgermeister                             |
| 1969 | 1974   | Heinz Hager              | SPD                                             | Oberbürgermeister                             |
| 1974 | 1982   | Dieter aus dem Siepen    | SPD                                             | Oberbürgermeister                             |
| 1982 | 1994   | Eleonore Güllenstern     | SPD                                             | Oberbürgermeisterin                           |
| 1994 | 1999   | Hans-Georg Specht        | CDU                                             | Oberbürgermeister                             |
| 1999 | 2002   | Jens Baganz              | CDU                                             | Oberbürgermeister                             |
| 2003 | 2015   | Dagmar Mühlenfeld        | SPD                                             | Oberbürgermeisterin                           |
| 2015 | 2020   | Ulrich Scholten          | SPD                                             | Oberbürgermeister                             |
| 2020 | im Amt | Marc Buchholz            | CDU                                             | Oberbürgermeister                             |

## Ehrenbürger
Die Stadt Mülheim an der Ruhr hat folgenden Personen das Ehrenbürgerrecht verliehen (Auflistung chronologisch nach Verleihungsdatum):
- 1880: Peter Thielen, Feldpropst
- 1888: Friedrich Hammacher, Abgeordneter Mülheims im Reichstag
- 1895: Otto Fürst von Bismarck, Reichskanzler
- 1912: August Thyssen, Großindustrieller
- 1928: Paul Lembke, Oberbürgermeister
- 1933: Paul von Hindenburg, Reichspräsident (1995 aberkannt)
- 1933: Adolf Hitler, Reichskanzler (1995 aberkannt)
- 1935: Emil Kirdorf, Großindustrieller (1995 aberkannt)
- 1941: Adolf Wirtz, Hüttendirektor (1995 aberkannt)
- 1960: Heinrich Thöne, Oberbürgermeister
- 1962: Max Kölges, Kreishandwerksmeister, Bürgermeister, Stadtverordneter
- 1963: Karl Ziegler, Chemiker, Nobelpreisträger (1963)
- 2020: Jacques Marx, Ehrenvorsitzender der Jüdischen Gemeinde Duisburg-Mülheim-Oberhausen

Mit der Sitzung vom 23. März 1995 hat der Rat der Stadt Mülheim an der Ruhr einstimmig beschlossen, dass die Ehrenbürgerschaften von Adolf Hitler, Paul von Hindenburg, Emil Kirdorf und Adolf Wirtz unrechtmäßig waren. Ihnen wurde die Ehrenbürgerschaft aberkannt.
Neben dem Ehrenbürgerrecht vergibt die Stadt Mülheim weitere Auszeichnungen an Personen, die sich um die Stadt verdient gemacht haben, so den Ehrenring der Stadt Mülheim, die Ehrenspange in Gold und seit 1962 den Ruhrpreis für Kunst und Wissenschaft.

## Söhne und Töchter der Stadt

### Bis 1900
- 1644, Wilhelm Rettinghaus, † 1708 in Germantown/USA, Gründer der ersten Papiermühle in Amerika
- 1745, Carl Arnold Kortum, † 1824 in Bochum, Arzt und Schriftsteller
- 1790, Mathias Stinnes, † 1845 in Mülheim an der Ruhr, Unternehmensgründer
- 1797, Johann Hermann Kufferath, † 1864 in Wiesbaden, Komponist
- 1806, Peter Thielen, † 1887 in Potsdam, Theologe, preußischer Feldpropst
- 1808, Hermann Heinrich von Eicken † 1888 in Mülheim an der Ruhr, Kaufmann, Stadtverordnetenvorsteher
- 1811, Louis Kufferath, † 1882 in Brüssel, Komponist
- 1811, Gustav Lange, † 1887 in Düsseldorf, Landschaftsmaler
- 1815, Friedrich Wilhelm Fabarius † 1900 in Düsseldorf, Marinemaler
- 1818, Hubert Ferdinand Kufferath, † 1896 in Brüssel, Komponist
- 1818, Gustav Hanau, † 1902 in Mülheim an der Ruhr, Bankier
- 1820, Wilhelm Hollenberg, † 1912 in Godesberg, Lehrer, Theologe und Politiker (NLP)
- 1820, Hermann Strassburger, † 1886 in Mülheim an der Ruhr, Unternehmer
- 1831, Wilhelm Schmitz, † 1887 in Mülheim an der Ruhr, Kaufmann, Gründer der Firma „Wilh. Schmitz-Scholl“ (Wissoll), Keimzelle der Unternehmensgruppe Tengelmann
- 1833, Karl von Schönstedt, † 1924 in Berlin, Richter und preußischer Justizminister
- 1835, Johann Hermann Leonhard, † 1905 in Berlin, Arzt, Stifter der Augenheilanstalt Mülheim an der Ruhr
- 1835, Hermann Heinrich Wilhelmi, † 1915 in Mülheim an der Ruhr, Unternehmer, Inhaber der Hebezeugfabrik Wilhelmi
- 1839, Carl Heinrich Bismarck, † 1879 in Amoy Xiamen/China, Jurist, Chinaenthusiast und Konsul
- 1840, Margarete Stinnes, † 1911 in Berlin, Tochter von Mathias Stinnes, Stifterin der Augenheilanstalt Mülheim an der Ruhr
- 1844, Robert Rheinen, † 1920 in Mülheim an der Ruhr, Heimatforscher, Kunstsammler, Begründer des Städtischen Museums in Mülheim an der Ruhr
- 1845, August Bungert, † 1915 in Leutesdorf, Komponist
- 1845, Julius Bachem, † 1918 in Köln, Jurist, Politiker (Zentrum)
- 1846, Hermann Franken, † 1931 auf Gut Frankenhof bei Reken, Unternehmer und Politiker, Ehrenbürger der Stadt Gelsenkirchen
- 1852, Leo Hanau, † 1927 in Düsseldorf, Bankier, Kaufmann und Mitbegründer des Mülheimer Bergwerks-Vereins
- 1853, Wilhelm Kufferath, † 1936 in Oldenburg, Cellist
- 1854, Hubert Engels, † 1945 in Jena, Wasserbauingenieur
- 1855, Karl von den Steinen, † 1929 in Kronberg/Taunus, Arzt, Ethnologe und Forschungsreisender
- 1860, August Reiser, † 1932, Bankmanager, Vorstand der Rheinischen Creditbank
- 1861, Gerhard Küchen, † 1932 in Mülheim an der Ruhr, Kommerzienrat, Geschäftsführer und Teilhaber der Firma Mathias Stinnes
- 1862, Elisabeth von Eicken, † 1940 in Michendorf, Landschaftsmalerin
- 1862, Heinrich Pattberg, † 1934 in (Moers-)Kapellen, Bergwerksdirektor und Pionier des deutschen Bergbaus
- 1862, Walter Hammerstein, † 1944 in Mülheim an der Ruhr, Bankier, Gründer der Broich-Speldorfer Wald- und Gartenstadt AG
- 1863, Karl Deicke, † 1943 in Mülheim an der Ruhr, Amtsrichter, Heimatforscher
- 1863, Charlotte Francke-Roesing, † 1942 in Schöneiche bei Berlin, Schriftstellerin
- 1863, August Kirchberg, † 1945 in Mülheim an der Ruhr, Mitbegründer und Geschäftsführer der Mülheimer Wohnungsbaugenossenschaft
- 1867, Carl Nedelmann, † 1947 in Mülheim an der Ruhr, Kaufmann
- 1867, Joseph Allekotte, † 1944 in Mülheim an der Ruhr, Politiker (Zentrum), Mitglied des Reichstages
- 1868, Karl Schmitz-Scholl senior, † 1933 in Mülheim an der Ruhr, Großhandels-Kaufmann
- 1870, Hugo Stinnes, † 1924 in Berlin, Großindustrieller, Politiker (DVP)
- 1873, Katharina Fleischer-Edel, † 1928 in Dresden, Opernsängerin (Sopran)
- 1873, Fritz Thyssen, † 1951 in Buenos Aires, Großindustrieller
- 1874, Ernst Haiger, † 1952 in Wiesbaden, Architekt
- 1874, August Thyssen jun., † 1943 in München, Unternehmer, Mitinhaber von Thyssen & Co.
- 1874, Richard Merländer, † 1942 in Treblinka/Polen, Seidenhändler
- 1875, Heinrich Thyssen-Bornemisza de Kászon, † 26. Juni 1947 in Lugano, Unternehmer und Kunstsammler
- 1877, Hedwig Petermann, † 1968, Malerin und Grafikerin
- 1878, Karl Broermann, † 1947 in Heinsberg/Westfalen, Pädagoge und Schriftsteller
- 1878, Walter Fechner, † 1962 in Wiesbaden, Kaufmann und Mitglied des Provinziallandtages der Provinz Hessen-Nassau
- 1878, Hedwig Thyssen, † 1960 in Kreuzlingen/CH, Mitinhaberin von Thyssen & Co.
- 1879, Carl Otto von Eicken, † 1960 in Heilbronn, Mediziner
- 1880, Walther Franz, † 1956 in Schöningen, Vizeadmiral
- 1881, Ernst Oberfohren, † 1933 in Kiel, Politiker (DNVP), Mitglied des Reichstages, Fraktionsvorsitzender
- 1881, Ernst Henke, † 1974 in Essen, Industrieller
- 1883, Notker Becker, † 1978 in der Abtei Maria Laach, Benediktiner und Sakralkünstler
- 1884, Heinrich Malzahn; † 1957 in Berlin, Politiker, Gewerkschafter
- 1885, Josef Hehl, † 1953 in Xanten, Keramikkünstler
- 1885, Hermann Haber, † 1942 im KZ Auschwitz (für tot erklärt), Maler, Karikaturist
- 1885, Else Mauhs † 1959 Schauspielerin
- 1888, Arthur Kaufmann, † 1971 in Nova Friburgo/Brasilien, Maler
- 1890, Wilhelm Müller, † 1944 im KZ Neuengamme, SPD-Vorsitzender, Abgeordneter im Provinziallandtag
- 1890, Luise Blumberg, † 1974 in Oberhausen, Politikerin, Stadtverordnete (1919), Provinziallandtagsabgeordnete (1932)
- 1890, Wilhelm Dörnhaus, † 1970, Politiker, Landtagsabgeordneter
- 1891, Walter Hartmann, † 1977 in Hameln, General der Artillerie
- 1891, Peter Hütgens, † 1945 in München, Politiker, Mitglied des Reichstages
- 1891, Friedrich Siebel, † 1954 in Duisdorf, Pilot, Flugzeugfabrikant
- 1892, Wilhelm Henn, † 1986 in Ründeroth, Politiker, Bürgermeister, Landrat und MdL
- 1893, Heinrich Dinkelbach, † 1967 in Düsseldorf, Industriemanager
- 1893, Otto Pankok, † 1966 in Wesel, Maler, Zeichner und Bildhauer
- 1894, Werner Gilles, † 1961 in Essen, Maler
- 1894, Hermann Hundt, † 1974 in Plettenberg, Künstler, Maler
- 1895, Fritz Peretti, † 1978 in Düsseldorf, Bildhauer
- 1895, Heinrich Josef Oberheid, † 1977 in Düsseldorf, nationalsozialistischer evangelischer Theologe, Bischof
- 1896, Karl Camphausen, † 1962 in Schötmar, Politiker (NSDAP), Mitglied des Reichstages
- 1896, Karl Schmitz-Scholl, † 1969 in Castagnola bei Lugano, alleingeschäftsführender Gesellschafter der Firmen Wissoll und Tengelmann
- 1897, Heinz Geyer, † 1982 in Blumenau, Dirigent und Komponist
- 1898, Ludwig Freund, † 1970 in Hannover, Politologe, Hochschullehrer
- 1899, Erwin Bowien, † 1972 in Weil am Rhein, Maler, Autor und Dichter
- 1899, Hansjoachim von der Esch † 1976 in La Tour-de-Peilz/CH, Forschungsreisender und Diplomat, Botschafter der Bundesrepublik Deutschland
- 1899, Hermann Prüssmann, † 1980 in Wamel/Möhnesee, Maler, Grafiker
- 1899, Paul Rusch, † 1970 in Berlin, Fußballfunktionär
- 1899, Wilhelm Ludolf Schmitz, † 1973 in Bonn, Physiker, Pionier des Amateurfunks
- 1899, William G. Sebold, geboren als: Gottlieb Adolf Wilhelm Sebold, † 1970, deutsch-US-amerikanischer Doppelagent
- 1900, Ernst Gnoß, † 1949 in Düsseldorf, Politiker (SPD), Landtagspräsident
- 1900, Rudolf Heinz, † 1960 in Leipzig, Geologe und Hochschullehrer
- 1900, Wilhelm Schütte, † 1968 in Wien, Architekt

### 1901 bis 1950
- 1901, Hermann Josef Müller, † 1955 in Düsseldorf, Schriftsteller
- 1901, Clärenore Stinnes, † 1990 in Schweden, Rennfahrerin
- 1902, Irmgard Pohl, Geographin, ordentliche Professorin in Bonn
- 1902, Otto Weiß, † 1944 hingerichtet in Berlin-Plötzensee, Jurist, Widerstandskämpfer
- 1904, Heinrich Siepmann, † 2002 in Mülheim an der Ruhr, Maler
- 1905, Hans Keiter, † 2005 in Solingen, Feldhandballspieler, Olympiasieger 1936
- 1905, Carl Ballhaus, † 1968 in Eisenach, Schauspieler, Drehbuchautor, Regisseur und Theaterleiter
- 1906, Erich Bachem, † 1960 in Mülheim an der Ruhr, Ingenieur, Konstrukteur
- 1906, Käthe Guss, † 1994 in Mülheim an der Ruhr, Operettensängerin, Schauspielerin
- 1907, Franz Kartz, † ?, Boxer
- 1907, Fritz Terres, † 1945 im KZ Sachsenhausen, KPD-Stadtverordneter
- 1908, Oskar Ballhaus, † 1972 in München, Schauspieler, Theaterregisseur und Theaterleiter
- 1908, Fritz Hüser, † 1979 in Dortmund, Bibliothekar, Mitbegründer der Dortmunder Gruppe 61
- 1908, Narciso Riet, † 1945 italienischer Zeuge Jehovas, Widerstandskämpfer
- 1909, Fritz Buchloh, † 1998 in Mülheim an der Ruhr, Torhüter der deutschen Fußballnationalmannschaft
- 1909, Ferdinand aus der Fünten, † 1989 in Duisburg, Täter des Holocaust, Leiter der „Zentralstelle für jüdische Auswanderung“ in Amsterdam
- 1909, Günther Ibing, † 1963 in Wittlaer, Industrieller
- 1909, Otto Kohler, † 1984 in Veringenstadt, katholischer Geistlicher und NS-Opfer
- 1909, Wilhelm Lierhaus, † 1986 in Hohwacht (Ostsee), Architekt, Industriebauten der Nachkriegsmoderne
- 1909, Werner Stertzenbach, † 2003 in Düsseldorf, Journalist und Kommunist
- 1909, Willi Weismann, † Juni 1983 in München, Verleger
- 1909, Heinrich Wolf, † 1984, Zoologe und Politiker (CDU)
- 1910, Werner Marx, † 1994 in Bollschweil, Philosoph
- 1910, Matías Stinnes, † unbekannt, deutsch-argentinischer Rennrodler
- 1910, Otto Plöger, † 1999 in Bonn, evangelischer Theologieprofessor
- 1912, Karl Kessel, † 1997 in Bonn, Offizier, Generalmajor der Bundeswehr
- 1913, Friedrich Engelhardt, † 1994 in Hamburg, Chemiker, Namensgeber der Kölbel-Engelhardt-Synthese
- 1913, Herbert Burgmüller, † 1970 in Nürnberg, Schriftsteller, Generalsekretär des deutschen PEN-Zentrums
- 1914, Edgar Reinhardt, † 1985 in Pforzheim, Feldhandballspieler, Olympiasieger 1936
- 1914, Jürgen Hahn, † 1994, Jurist, Politiker (SPD), Oberbürgermeister von Frankenthal und ab 1964 Erster Bürgermeister in Stuttgart[1]
- 1915, Wilhelm Perpeet, † 2002, Kulturphilosoph
- 1918, Kurt Conle, † 1966 in Immenstadt/Allgäu, Architekt, Gründer der Fluggesellschaft LTU
- 1918, Otto-Axel Herbst, † 2016, Diplomat, Botschafter
- 1918, Fritz Wolf, † 2001 in Bad Rothenfelde, Karikaturist
- 1919, Karlhans Paul Abel, † 1998 in Mülheim an der Ruhr, klassischer Philologe
- 1920, Franzpeter Goebels, † 1988 in Detmold, Pianist
- 1920, Helmut Winschermann, † 2021 in Bonn, Oboist, Hochschullehrer und Dirigent
- 1921, Kurt Gies, † 1943 in Russland (Ostfront), Tennisspieler
- 1921, Cornelia Hahn Oberlander, † 2021 in Vancouver, kanadische Landschaftsarchitektin, Nichte von Kurt Hahn
- 1921, Marga Höffgen, † 1995 in Müllheim (Baden), Sängerin
- 1921, Robert Latte, † 2003 in Mülheim an der Ruhr, Hockeyspieler
- 1923, Annemarie Buntrock, Lyrikerin und Grafikerin
- 1924, Werner Janssen, † 2021, Pathologe, Rechtsmediziner und Hochschullehrer
- 1925, Willi Müller, † 2007, Politiker (SPD), Mitglied des Bundestags (1965–80)
- 1926, Klaus Bungert, † 2006 in Düsseldorf, Politiker (SPD), Oberbürgermeister der Stadt Düsseldorf (1974–79, 1984–94)
- 1926, Werner Koch, † 1992 in Köln, Schriftsteller
- 1926, Udo van Meeteren, † 2024, Unternehmer und Kunstmäzen
- 1926, Ernst Rasche, † 2018 in Mülheim an der Ruhr, Bildhauer
- 1927, Wilhelm Holtmann, † 2019 in Darmstadt, evangelisch-reformierter Pfarrer und Theologe
- 1927, Wim Thoelke, † 1995 in Niedernhausen bei Wiesbaden, Sportmoderator, Showmaster
- 1928, Rolf Andree, † 1993, Kunsthistoriker
- 1928, Hermann Bottenbruch, † 2019 in Gelsenkirchen, Mathematiker und Informatiker
- 1928, Wolfgang Müller-Ruchholtz, † 2019 in Molfsee, Immunologe in Kiel
- 1928, Karl-Heinz Schmidt, † 1999 in Günzburg, Hockeyspieler, Bronzemedaillen-Gewinner bei Olympia
- 1930, Hans Bungert, † 3. April 2000, Amerikanist, sechster Präsident der Universität Regensburg
- 1930, Leila Negra, eigentlich Marie Nejar, † 11. Mai 2025 in Hamburg, Schlagersängerin, Schauspielerin
- 1930, Klaus Heitmann, † 2017 in Heidelberg, Romanist
- 1931, Wilfried Achterfeld, † 2002, Journalist, Autor und Hochschullehrer
- 1931, Edith Polland-Dülfer, † 2018 in Mülheim an der Ruhr, Modezeichnerin, Malerin und Grafikerin
- 1932, Wolfgang Schneider, † 2011 in Düsseldorf, Mediziner und Hochschullehrer
- 1933, Helmut Nonn, † 2024 in Mülheim an der Ruhr, Hockeyspieler
- 1934, Karl W. Butzer, † 2016, deutschstämmiger US-amerikanischer Geograph und Archäologe
- 1934, Hans-Joachim Hoffmann-Nowotny, † 2004 in Zumikon, Soziologe und Professor an der Universität Zürich
- 1934, Wolfgang Hufschmidt, † 2018 in Essen, Komponist, Kirchenmusiker, Professor und Hochschulrektor
- 1935, Dieter Hufschmidt, † 2023, Schauspieler, Theaterregisseur, Hörspielsprecher und Rezitator
- 1935, Klaus Mackscheidt, Finanzwissenschaftler
- 1935, Werner H. Schmidt, Theologe
- 1935, Günter Weber, † 2024, Politiker
- 1936, Rolf Knippers, † 2017 in Konstanz, Molekularbiologe und Genetiker, Professor an der Universität Konstanz
- 1936, Helmut Müssener, Literaturwissenschaftler
- 1937, Frigga Haug, Philosophin
- 1939, Jürgen Heckmanns, † 2019 in Herford, Künstler
- 1940, Wolf Dietrich, Linguist und Hochschullehrer
- 1940, Hans-Hermann Hofstadt, Architekt und Szenograf
- 1940, Gerd Müller, † 2003, Politiker
- 1940, Jürgen Sundermann, † 2022, Fußballtrainer
- 1941, Ulrich Mehler, † 2019 auf Borkum, germanistischer Mediävist
- 1943, Bernd Möllenstädt, Schriftgestalter
- 1943, Peter Schäfer, Judaist, Museumsleiter
- 1944, Karin Kucki, Badmintonspielerin
- 1945, Berengar Pfahl, Regisseur
- 1945, Hans Walitza, Fußballspieler
- 1946, Sigrid Falkenstein, geborene Lehnkering, Pädagogin, Familienforscherin und Autorin
- 1946, Dore Oberloskamp, † 2022 in Mülheim, Filmregisseurin, bekannt als „Dore O.“
- 1948, Bärbel Kramer, Papyrologin und Hochschullehrerin
- 1948, Ina Kramer, Grafikerin und Autorin
- 1948, Ulrich Stevens, Kunsthistoriker und Denkmalpfleger, † 2022
- 1949, Heinz Ackermans, Künstler und Kunstsammler
- 1949, Bernd Fischer, Anatom und Reproduktionsbiologe, Professor an der Martin-Luther-Universität Halle-Wittenberg
- 1949, Rüdiger May, † 2024, Politikwissenschaftler
- 1949, Rolf Stolz, Publizist, Schriftsteller und Fotograf
- 1950, Eva-Maria Neher, Biochemikerin

### Ab 1951
- 1951, Rudolf Seliger, Fußballspieler
- 1951, Peter Stohrer, † 2017 in Essen, Künstler
- 1951, Ernst Struck, Geograph und Hochschullehrer
- 1951, Friedrich-Karl Thielemann, Astrophysiker und Hochschullehrer
- 1952, Ulrike Beisiegel, Biochemikerin und Universitätspräsidentin
- 1952, Jürgen Großmann, Stahlunternehmer, Vorstandsvorsitzender der RWE AG
- 1952, Bodo Hombach, Politiker (SPD), Bundesminister für besondere Aufgaben, Chef des Bundeskanzleramtes (1998–99)
- 1952, Werner Lotze, ehemaliges Mitglied der Rote Armee Fraktion (RAF)
- 1952, Barbara Wollrath-Kramer, Schauspielerin und Regisseurin
- 1953, Cornelia Rundt, Politikerin (SPD), Ministerin in Niedersachsen
- 1953, Thomas Wetter, Medizininformatiker und Hochschullehrer
- 1954, Hans-Günter Bruns, Fußballspieler (Verteidiger der deutschen Nationalmannschaft), Fußballtrainer
- 1954, Manfred Busch, Politiker (Bündnis 90/Die Grünen), Mitglied des Landtags von Nordrhein-Westfalen
- 1954, Monika Griefahn, Politikerin (SPD), niedersächsische Umweltministerin (1990–98)
- 1954, Andreas Nohl, Schriftsteller und Übersetzer
- 1954, Heiko K. L. Schulze, † 2023, Kunsthistoriker und Denkmalpfleger
- 1954, Traudel Weustenfeld, geborene Rübsamen, Botanikerin
- 1955, Gisela Fischdick, Schachgroßmeisterin
- 1955, Thomas Hufschmidt, Jazzpianist, Komponist
- 1955, Jörg Juretzka, Schriftsteller
- 1955, Helge Schneider, Unterhaltungskünstler, Filmregisseur, Schauspieler und Jazzmusiker
- 1956, Hans Heribert Blättgen, Politiker (SPD), von 2002 bis 2018 Oberbürgermeister von Bad Rappenau
- 1956, Ralph Morgenstern, Schauspieler, Moderator
- 1956, Siegfried Müller junior, Autorennfahrer
- 1956, Andreas Schmidt, Politiker (CDU), Obmann im Untersuchungsausschuss über die Kohl-Spendenaffäre
- 1957, Hendrik Dorgathen, Comiczeichner
- 1958, Georg Franzen, Hochschullehrer und Psychotherapeut
- 1959, Jürgen Kruse, Jurist und Hochschullehrer
- 1959, Wolfgang Patzke, † 2016 in Berlin, Fußballspieler
- 1959, Stefan Reinecke, Journalist
- 1959, Stephanie Überall, eine Hälfte des Kabarett-Duos „Missfits“
- 1960, Margit Eckholt, römisch-katholische Theologin
- 1960, Martina Hartmann, Historikerin und Hochschullehrerin
- 1960, Stefan Hufschmidt, Schauspieler, Kabarettist und Autor
- 1961, Ulla Kock am Brink, Fernsehmoderatorin
- 1961, Hannelore Kraft, Politikerin (SPD), 2010–17 Ministerpräsidentin von Nordrhein-Westfalen
- 1962, Anne Gellinek, Journalistin und Fernsehmoderatorin
- 1962, Christiane Weber, Florettfechterin, Olympiasiegerin
- 1962, Arnd Wiedemann, Betriebswirtschaftler
- 1963, Karl-Georg Altenburg, Bankmanager und Sportfunktionär
- 1963, Maren R. Niehoff, Judaistin
- 1964, Susanne Hahn, Philosophin, Hochschullehrerin
- 1964, Dirk Martens, Schauspieler, Unternehmer
- 1964, Tanja Michalsky, Kunsthistorikerin
- 1964, Christian Schneider, politischer Beamter
- 1964, Ulrich Steier, Konzertgitarrist, Komponist, Autor und Dozent
- 1965, Rainer Haubrich, Journalist und Architekturkritiker
- 1965, Andrea Kocsis, Gewerkschafterin
- 1965, Ralf Lübke, Leichtathlet, Olympiamedaillengewinner
- 1967, Carolin Emcke, Publizistin
- 1967, Astrid Lambrecht, Quantenphysikerin
- 1968, Olaf Henning, Komponist, Schlagersänger
- 1968, Willi Landgraf, Fußballspieler
- 1968, Katharina Reschke, Autorin
- 1970, Andreas Becker, Hockeyspieler und Olympiasieger
- 1970, Roman Poseck, Hessischer Justiz- und Innenminister
- 1970, Alexander C. T. Geppert, Historiker
- 1970, Thomas Häuser, elektronischer Spieleentwickler
- 1972, Jens Weymann, Politiker (SPD), Träger des Bundesverdienstkreuzes am Bande
- 1973, André Lenz, Fußballspieler
- 1973, René Steinberg, Kabarettist, Autor
- 1974, Sandra Borgmann, Filmschauspielerin
- 1974, Thomas Ernst, Sachbuchautor und Literaturwissenschaftler
- 1974, Christian Hirdes, Musikkabarettist
- 1975, Lars Burgsmüller, Tennisspieler
- 1975, Dirk von Gehlen, deutscher Journalist
- 1975, Lars Lürig, Paralympicsieger im Freistil
- 1976, Daniel Hausrath, Schachspieler
- 1978, Tina Bachmann, Hockeyspielerin
- 1978, Rebekka Pax, Schriftstellerin
- 1979, Simone Hanselmann, Schauspielerin
- 1979, Matthias Schrör, Historiker
- 1981, Rachid El Hammouchi, Fußballspieler
- 1982, Carola Holzner, Medizinerin und Webvideoproduzentin
- 1983, Larissa Aimée Breidbach, Schauspielerin
- 1986, Hany Siam, Comedian
- 1987, Miriam Höller, Stuntfrau, Model und Moderatorin
- 1990, Bora Karadag, Fußballspieler
- 1992, Mats Moraing, Tennisspieler
- 1993, Lisa Deißler, Politikerin (FDP)
- 1993, Anke Pan, Pianistin
- 1994, Aris Alexander Blettenberg, Pianist, Komponist und Dirigent
- 1994, Axel Borgmann, Fußballspieler
- 1995, Marvin Schulz, Fußballspieler
- 1995, Lukas Windfeder, Hockeyspieler, Weltmeister
- 2003, Louis Philippson, Pianist
- 2006, Assan Ouédraogo, Fußballspieler

## Weitere Persönlichkeiten
Persönlichkeiten, die in Mülheim an der Ruhr gelebt oder gewirkt haben und deshalb mit der Stadt in Verbindung stehen:
- Wirich VI. von Daun-Falkenstein (1542?–1598), Landesherr der Herrschaft Broich
- Adolf Vorster (1610–1675), Papiermacher, Pächter der Broicher Papiermühle
- Gerhard Tersteegen (1697–1769), Pietist, Prediger, geistlicher Dichter und Liederschreiber
- Johann Wilhelm von Eicken (1749–1804), Tabakfabrikant
- Johann Wilhelm Reche (1764–1835), langjähriger lutherischer Pastor in Mühlheim
- Johann Dinnendahl (1780–1849), Konstrukteur, Erfinder, Mitbegründer der Friedrich Wilhelms-Hütte
- Jacob Grimm (1785–1863), Sprach- und Literaturwissenschaftler, Abgeordneter für den Mülheim umfassenden Kreis Duisburg (29. Wahlbezirk) in der Frankfurter Nationalversammlung
- Hermann Adam von Kamp (1796–1867), Lehrer, Schriftsteller und Liederdichter
- Eduard Wilhelm Schulz (1796–1880), Pfarrer, Begründer des Evangelischen Krankenhauses
- Ernst Nedelmann (1818–1888), Kaufmann
- Julius Römheld (1823–1904), Eisenhüttentechniker, Unternehmer
- Hubert Engels (1824–1891), Musikdirektor, Komponist
- Friedrich Hammacher (1824–1904), Jurist, Reichstagsabgeordneter
- Hermann Thielen (1834–1915), Präsident der Handelskammer Mülheim/Oberhausen
- Josef Zerwes (1836–1901), Kaufmann, Direktor der Friedrich-Wilhelms-Hütte
- Wilhelm Hasenclever (1837–1889), Lohgerber, Journalist, Schriftsteller, sozialdemokratischer Politiker, Reichstagsabgeordneter
- August Thyssen (1842–1926), Industrieller, Firmengründer
- Joseph Thyssen (1844–1915), Industrieller, Bruder von August Thyssen
- Emil Kirdorf (1847–1938), Großindustrieller, Förderer von Adolf Hitler
- Ernst Otterbeck (1860–1925), Unternehmensgründer, Schuhfabrikant
- August Kirchberg (1863–1945), Gründer des Bau- und Sparvereins, Stadtverordneter
- Otto Schöpf (1863–1929), Chefredakteur des „Generalanzeigers“
- Otto Müller (1870–1944), katholischer Priester, Widerstandskämpfer gegen den Nationalsozialismus
- Heinrich Forsthoff (1871–1942), evangelischer Pfarrer, Propst
- Franz Hagen (1871–1953), Architekt, Zeitungsverleger
- Martin Gerste (1872–1956), städtischer Turn- und Sportdirektor
- Adolf Wirtz (1872–1953), Ingenieur, Direktor der Friedrich Wilhelms-Hütte
- Konrad Jakobs (1874–1931), katholischer Pfarrer
- Edmund Neuendorff (1875–1961), Gymnasialdirektor, Begründer der VHS
- Franz Fischer (1877–1947), Direktor des Kaiser-Wilhelm-Instituts für Kohlenforschung (1914–1943), Miterfinder der Fischer-Tropsch-Synthese
- Otto Gaudig (1878–1945), KPD-Stadtverordneter
- Ludwig Wessel (1879–1922), evangelischer Pfarrer
- Hans Großmann (1879–1949), Architekt, verantwortlich für zahlreiche Großbauten in Mülheim an der Ruhr
- Otto Kaiser (1880–1925), Rabbiner, Lehrer
- Max Kölges (1880–1973), Kreishandwerksmeister, Politiker (erst Zentrum, später CDU)
- Arthur Brocke (1884–1933), Bauingenieur, städtischer Beigeordneter (1919–1933)
- Theodor Suhnel (1886–1965), Architekt
- Werner Kruse (1886–1968), Direktor des Städtischen Museums
- Hans Tropsch (1889–1935), Chemiker, Miterfinder der Fischer-Tropsch-Synthese
- Ernst Barnstein (1891–1975), evangelischer Pfarrer, Superintendent
- Otto Striebeck (1894–1972), Journalist, Politiker (SPD), Mitglied des Bundestags (1949–1953, 1958–1965)
- Werner Gilles (1894–1961), Maler
- Karl Ziegler (1898–1973), Professor für Chemie, Direktor des Max-Planck-Instituts für Kohleforschung (1943–1969), Nobelpreis für Chemie (1963)
- Hermann Lickfeld (1898–1941), Bildhauer
- Augustin Floßdorf (1901–1967), katholischer Pfarrer
- Ernst Haage (1901–1968), Feinmechaniker, Unternehmensgründer
- Alexander Wiedenhoff (1901–1989), Direktor der Friedrich Wilhelms-Hütte (1943–1966)
- Ernst Forsthoff (1902–1974), Jurist
- Richard Bottler (1903–1985), Diplomat, Botschafter
- Werner Best (1903–1989), Jurist, Nationalsozialist
- Willy Huppertz (1904–1978), Monteur, Anarchist
- Daniel Traub (1909–1995), Maler, Graphiker
- Günther Smend (1912–1944), Generalstabsoffizier, Widerstandskämpfer des 20. Juli 1944 [2]
- Ruth Wendland (1913–1977), evangelische Pfarrerin, Gerechte unter den Völkern
- Siegfried Reda (1916–1968), evangelischer Kirchenmusiker, Komponist
- Heinz-Oskar Vetter (1917–1990), Vorsitzender des Deutschen Gewerkschaftsbundes (1969–1982)
- Gisbert Hasenjaeger (1919–2006), Mathematiker, Chiffrierexperte beim Oberkommando der Wehrmacht (OKW)
- Wilhelm Knabe (1923–2021), Politiker, Mitbegründer der Partei Die Grünen, zweiter Bürgermeister (1994–95)
- Günter Westerhoff (1923–2015), Arbeiterschriftsteller
- Erich Endlein (1925–2017), katholischer Pfarrer
- Theodor Wüllenkemper (1925–2012), Luftfahrtunternehmer
- Roberto Ciulli (* 1934), Theaterregisseur
- Reinald Schnell (* 1935), Filmemacher
- Peter-Torsten Schulz (* 1944), auch bekannt als „Petoschu“, Künstler, Erfinder des „Ollen Hansen“
- Werner Nekes (1944–2017), Filmregisseur (Uliisses)
- Gerhard Kucki (* 1945), Badmintonspieler
- Werner Müller (1946–2019), Bundeswirtschaftsminister (1998–2002), Vorstandsvorsitzender Evonik AG (früher Ruhrkohle AG)
- Peter Meyer (* 1949), Manager und ADAC-Präsident
- Helmut Schäfer (* 1952), Dramaturg
- Gabriela Grillo (1952–2024), Olympiasiegerin im Dressurreiten 1976
- Harald Schartau (* 1953), Politiker (SPD)
- Stefan Klöckner (* 1958), Musiker, Theologe und Hochschullehrer (Folkwang Universität), Fachmann für Gregorianik, Ruhrpreisträger
- Giorgio Basile (* 1960), genannt „das Engelsgesicht“, Auftragsmörder der ’Ndrangheta
- Christoph Schlingensief (1960–2010), Theaterregisseur, Aktionskünstler und Filmregisseur
- Carsten Fischer (* 1961), Hockeyspieler, Goldmedaillengewinner bei den Olympischen Spielen 1992 in Barcelona
- Naomi Schenck (* 1970), Szenenbildnerin, Autorin
- Sven Stricker (* 1970), Schriftsteller, Regisseur
- Mark Kleinschmidt (* 1974), Ruderer, Olympiamedaillengewinner
- Raffael Tonello (* 1975), Fußballspieler
- Emanuel Awere Twellmann (* 1979), Sänger und Rapper, bekannt unter dem Künstlernamen „Manuellsen“, wuchs in Mülheim auf
- Peter Schyrba (* 1980), Fußballspieler
- Dennis Schwabenland (* 1983), Theater- und Filmregisseur, Schauspieler und Autor, in Mülheim aufgewachsen
- Franziska Krumwiede-Steiner (* 1985), Politikerin (Grüne), lebt in Mülheim
- Jan Philipp Rabente (* 1987), Hockeyspieler, Goldmedaillengewinner bei den Olympischen Spielen 2012 in London
- Thilo Stralkowski (* 1987), Hockeyspieler, Goldmedaillengewinner bei den Olympischen Spielen 2012 in London
- Rodion Bakum (* 1990), Politiker (SPD), Landtagsabgeordneter
- Jamule (* 1996), Rapper; in Mülheim aufgewachsen